# مارك مارتينيز
مارك مارتينيز (بالإسبانية: Marc Martínez)‏ (و. 1966 – م) هو ممثل، من إسبانيا، ولد في برشلونة.

## وصلات خارجية
- مارك مارتينيز على موقع IMDb (الإنجليزية)
- مارك مارتينيز على موقع ألو سيني (الفرنسية)
- مارك مارتينيز على موقع أول موفي (الإنجليزية)
- مارك مارتينيز على موقع قاعدة بيانات الأفلام السويدية (السويدية)
- مارك مارتينيز على موقع قاعدة بيانات الفيلم (الإنجليزية)
- مارك مارتينيز على موقع كينوبويسك (الروسية)